# Jacqueline Osty
Pour les articles homonymes, voir Osty.
Jacqueline Osty est une paysagiste française née en 1954 à Casablanca, au Maroc. Formée à l'école nationale supérieure de paysage de Versailles dont elle sort diplômée en 1982, elle fonde sa propre agence en 1985 et a conçu, depuis, de nombreux parcs et jardins.
Elle participe, par la réhabilitation de friches et l'aménagement d'espaces publics naturels, à redonner accès à une nature de proximité, à un environnement plus sain, et à faire évoluer les projets urbains en France et dans le monde pour qu'ils soient plus écologiques : « la paysagiste parvient à renverser le modèle urbain qui a longtemps prévalu : ce ne sont plus des petits carrés de verdure qui viennent occuper l'espace que les bâtiments veulent bien leur céder, mais la ville qui doit s'inscrire dans le paysage, en trouvant sa place sur une nature établie à grande échelle. »
Elle reçoit le prix du paysage à deux reprises, en 2005, puis en 2018 avec In Situ. Elle obtient également le Grand prix de l'urbanisme en 2020.

## Biographie

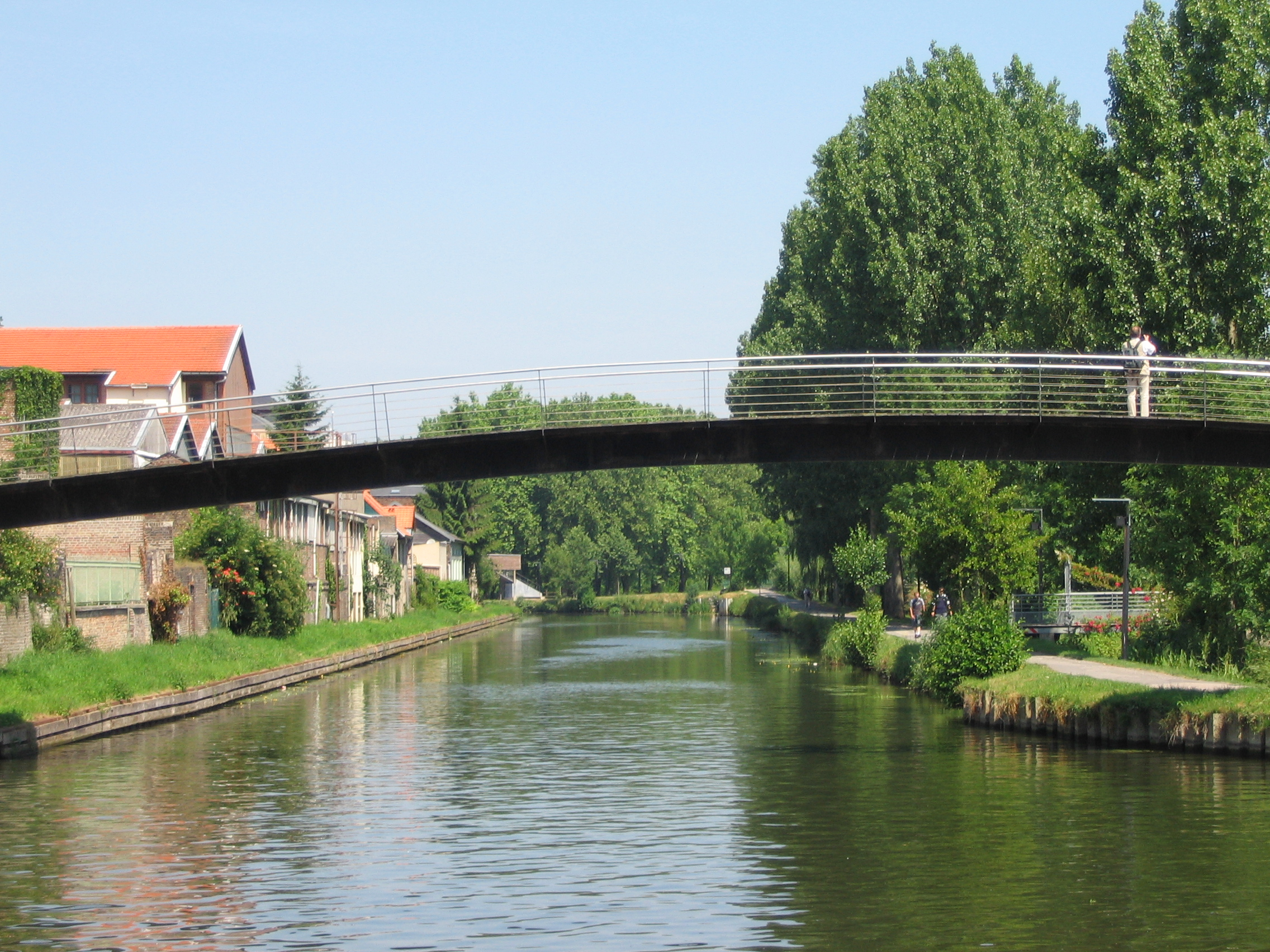
Parc Saint Pierre, prix du paysage - Passerelle Samarobriva entre le parc Saint-Pierre et le quartier Saint-Leu.

Née en 1954 à Casablanca, au Maroc, Jacqueline Osty y  passe son enfance, qu'elle décrit comme un temps de « dolce vita ». À 18 ans, elle part en France étudier l'architecture, avant de rejoindre l'École nationale supérieure de paysage de Versailles et d'obtenir son diplôme en 1982 : « L'échelle du bâtiment ne me convenait pas. Je me sentais attirée par la grande dimension, la notion d'espace mouvant du paysage. J'aime l'idée de ne pas tout tenir. ». Cette génération de diplômés de Versailles a été marquée par l'enseignement de Michel Corajoud (Grand prix de l'urbanisme en 2003) et son approche paysagère de l'urbain.
Elle ouvre son agence en 1985. Sa petite structure devient en 2006 l'Atelier Jacqueline Osty et Associés (AJOA), et n'a jamais dépassé la vingtaine de collaborateurs.
Elle remporte le concours pour l'aménagement du Parc Saint-Pierre à Amiens en 1990. Le projet lui vaut un premier prix du paysage.
Elle enseigne durant une quinzaine d'années aux étudiants de l'École nationale supérieure de la nature et du paysage de Blois.
Elle obtient le Grand prix de l'urbanisme en 2020.

## Principales réalisations

### Des parcs paysagers «morceaux de villes»

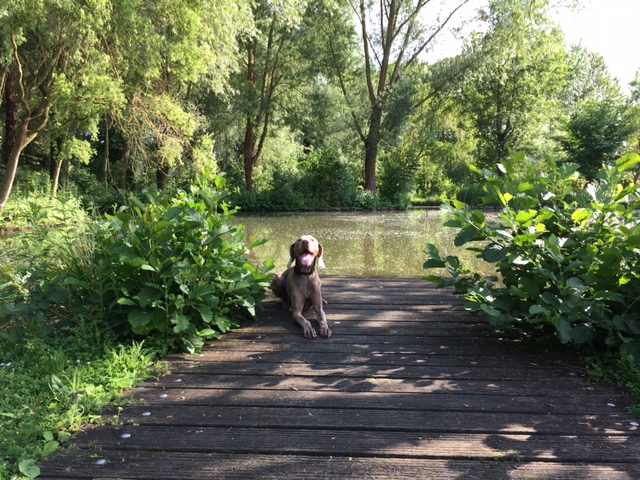
Parc Saint-Pierre (Amiens) - Printemps 2016. Parc conçu selon des normes de développement durable.

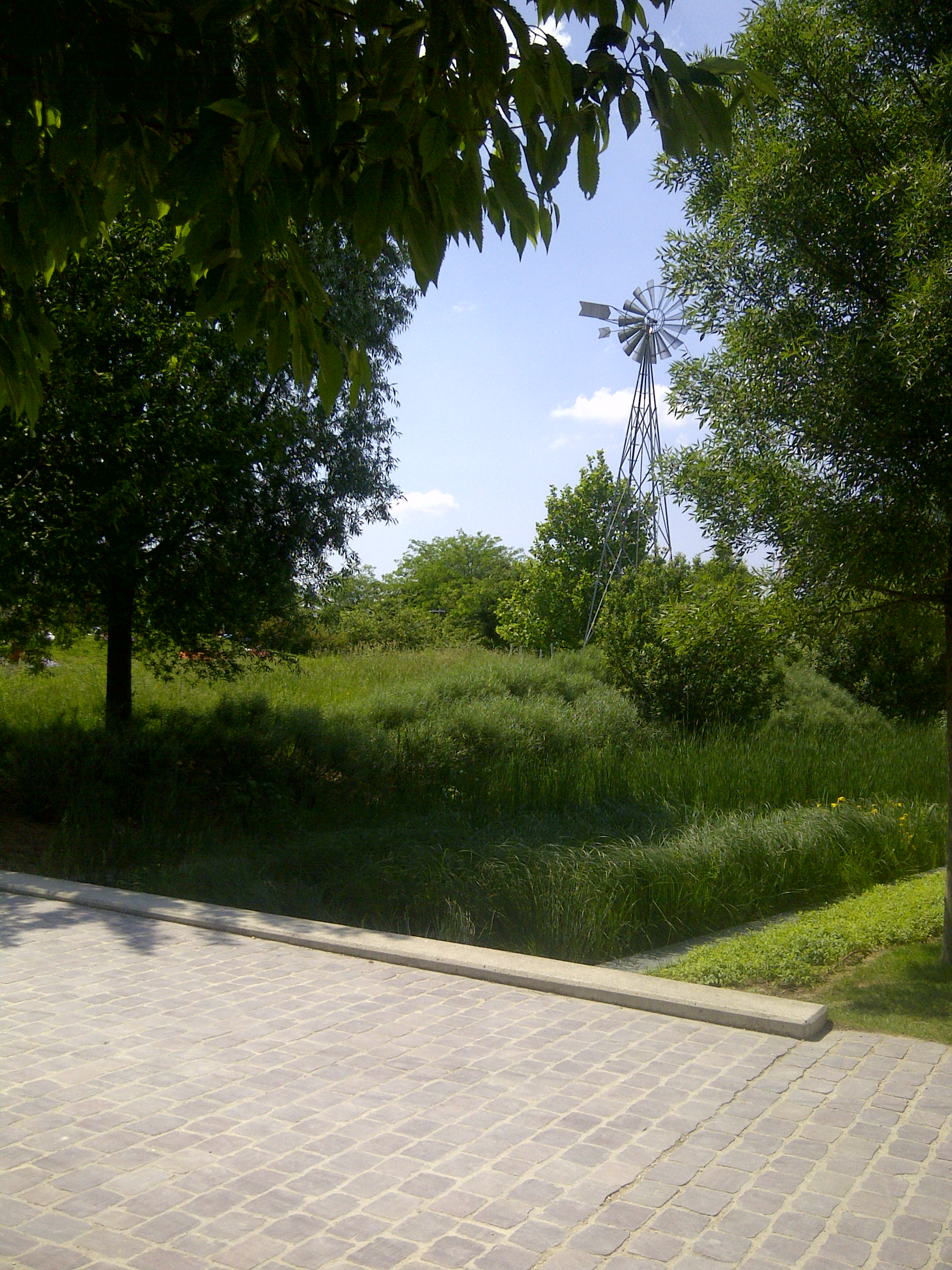
Vue sur l'éolienne du Parc Martin-Luther-King, espace reconquis sur d'anciennes friches.

Jacqueline Osty a remporté le concours pour l'aménagement du Parc Saint-Pierre à Amiens en 1990. Conçu selon les normes du développement durable (aucun arrosage n’est à effectuer, aucun produit phytosanitaire n’est utilisé, etc.), le projet lui a valu un premier prix du paysage.
Le Parc Martin-Luther-King, dans le quartier Clichy-Batignolles à Paris (XVIIè) est un autre des grands jardins qu'elle a conçus. Achevé au printemps 2021, ce jardin, dont la première partie a été inaugurée en 2008, occupe 10 ha sur un site de 50 ha d'anciennes friches ferroviaires. Grande respiration plantée composée de cheminements, d'espaces destinés au sport ou aux jeux, et d'une grande pièce d'eau, le parc contrebalance la densité du quartier Clichy-Batignolles.
En association avec l'urbaniste Claire Schorter, Jacqueline Osty et son équipe ont été désignés pour sept ans pour l'élaboration du 3e plan-guide de l'île de Nantes, sur 90 ha à l'ouest de l'île de la ville de Nantes. Le projet, revenant sur une décision de réalisation d'un grand parc métropolitain, laisse la place à une trame de fond plus paysagère, qui s'appuie sur un système de plusieurs parcs qui permet à la nature de s'infiltrer dans l'urbain. Lors d'un entretien à la suite de sa réception du Grand prix de l'urbanisme, elle indique à propos de ce projet :

« Si l’on veut parler strictement de sol, nous avons initialisé toute la topographie des rues et mis en place des plates-formes de terres pour trier les terres polluées et utiliser les terres fertiles. Nous travaillons pour ce faire avec des spécialistes de l’économie circulaire des terres. Nous essayons de gérer au mieux la ressource sur place, de faire le moins d’apports possible car la création d’une topographie artificielle génère un grand nombre de quantités de terres étalées sur des grandes distances. Nous travaillons aussi avec le service des espaces verts et de l’environnement de Nantes Métropole pour choisir des palettes végétales adaptées et simples en matière de gestion et d’entretien. Tout cela fait du projet de l’Île de Nantes un projet assez exemplaire ! »

Jacqueline Osty a réalisé l'aménagement des 3,5 ha d'espaces publics du site du port de Pantin (ville de Seine-Saint-Denis, la plus polluée de France aux particules fines en 2016). Elle a forgé un socle commun, conservant un esprit minéral et continu, évocateur du passé de la zone portuaire, avec un recours léger à la végétation sous forme de longues lignes droites engazonnées et de salon de verdures entre les ensembles de logements. Ce projet est une victoire de la ville pour reconquerir cet espace en friche et regagner le droit de se promener au bord de l'eau.
L'île à charbon de Rouen (promenade fluviale rive gauche - mutation au long cours des anciennes emprises portuaires) est un projet sur 90 ha (Écoquartier Flaubert), entamé en 2009 et encore en cours en 2021, réalisé dans sa première phase sur 23 hectares et portant sur plus de 3 km en rive gauche de la Seine. In Situ et l’agence Jacqueline Osty ont développé ensemble un projet à la fois géographique et urbain. Ils apportent une démonstration dans les domaines de la gestion des eaux pluviales et de la végétalisation d’anciennes emprises industrielles, tout en offrant un cadre de vie de qualité. Elle a également conçu le Parc Grammont inauguré le 15 octobre 2005, sur l'emplacement des anciens abattoirs.

### Des jardins zoologiques aménagés en biozones

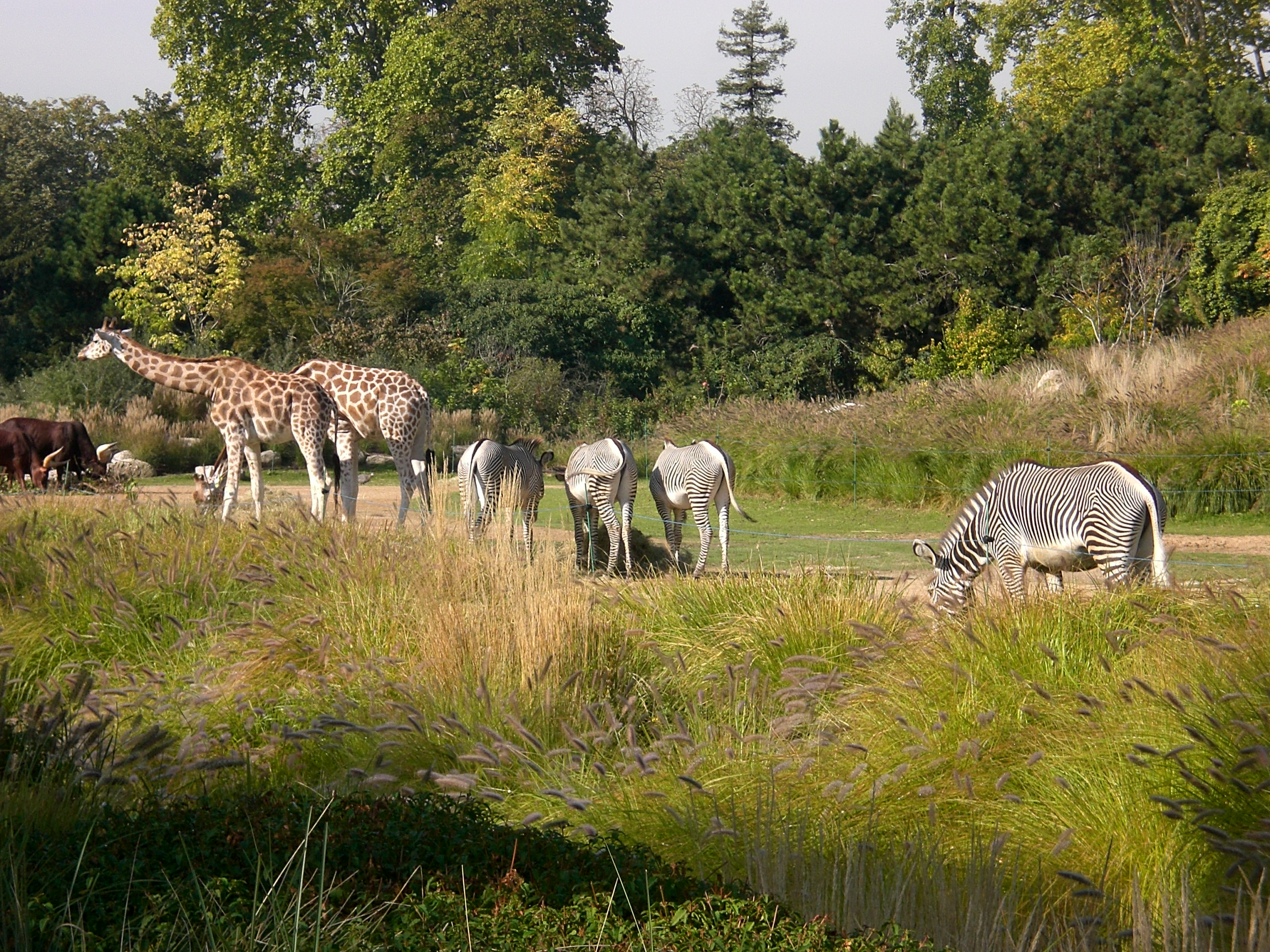
Zèbres de Grévy, girafes et watusis dans la plaine africaine du parc de la Tête-d'Or à Lyon, conçue dans une logique écologique de biozones.

Vue aérienne de 2018 du Parc zoologique de Paris - réhabilité en 2014 dans une logique plus écologique de biozones.

La plaine africaine du jardin zoologique du parc de la Tête-d'Or à Lyon est un projet de réhabilitation réalisé en 2004-2005. Il propose sur 2,5 ha une découverte progressive des paysages de plaine africaine : savane ouverte, savane arborée, forêt dense, zone tropicale autour d’une île et d’un bassin agrandi. Le parti pris architectural et paysager est celui de la mise en scène de la biodiversité et de sa préservation. Le projet n’a pas pour vocation d’exhiber une collection d’espèces dans des enclos séparés mais de privilégier la représentation d’un biotope spécifique où pourraient évoluer ensemble différentes espèces (antilopes, buffles, zèbres, girafes, grues...) originaires de cette région du monde.
Jacqueline Osty a également pensé la réhabilitation du Parc zoologique de Paris (couramment appelé zoo de Vincennes), avec la même logique de développement durable et respect de la condition animale, des biozones étant aménagées à la place d'enclos séparant chaque espèce. Après 2 ans et demi de travaux, le parc a rouvert en 2014. La surface arbustive a augmenté de 40 %.

## Prix
- Le Parc Saint-Pierre, réalisé à Amiens en 1990 lui a valu un premier prix du paysage[2], décerné par le Ministère de l’Écologie et du Développement durable en 2005. Le parc a également obtenu en 1994 le prix de l'aménagement urbain catégorie Parcs et jardins.
- Le tandem Atelier Jacqueline Osty et Associés - In Situ Paysage et urbanisme a remporté l’édition 2018 du Grand prix national du paysage, pour l'île à charbon de Rouen (promenade fluviale rive gauche - mutation au long cours des anciennes emprises portuaires).
- En lui attribuant le Grand prix de l'urbanisme 2020, le jury rassemblé par le ministère de la Transition écologique a souhaité saluer « la poésie de l'œuvre de Jacqueline Osty, qui démontre que l’écologie est l’occasion de développer un art urbain porteur d’une poétique de la nature, qui peut mettre en scène en pleine ville le spectacle des saisons. »[3]. « Il est nécessaire de promouvoir et diffuser de nouveaux modèles d'aménagement qui prennent davantage en compte la place des sols naturels, forestiers et agricoles, d'innover pour transformer l'urbanisme existant et proposer une autre forme d'habitat qui offre à la fois qualité de vie, lien social et accès facile aux services et à la nature. À cet égard, l'apport de Jacqueline Osty est considérable : ses réalisations montrent de façon concrète que ces changements sont possibles et contribuent à un cadre de vie désirable », indique le ministère[10].